# 安肖·卡罗球场
安肖·卡罗球场，西班牙语译作安赫尔·卡罗球场（西班牙語：Estadio Ángel Carro），是一座位于西班牙加利西亚自治区卢戈市的一座足球场，是西班牙足球乙级联赛俱乐部卢戈的主场，可以容纳7,840名观众。